# Rising in the East
Rising in the East est la seconde vidéo du groupe Judas Priest, lancée en 2005.
Voici la plus récente des vidéos de Judas Priest, et aussi leur deuxième DVD, après l'étonnant Electric Eye. Il s'agit du concert enregistré en 2005 au Budokan de Tokyo lors de la tournée mondiale du groupe pour l'album Angel of Retribution. On a le plaisir, dans Rising in the East, de profiter du concert complet (plus de 2h de vidéo) avec un son Dolby Digital 5.1, ce qui rend le spectacle très prenant. L'image est de très bonne qualité et le montage du film en lui-même est tout aussi réussi.
Les Metal Gods n'ont rien perdu de la verve dont ils ont fait preuve par le passé, la mise en scène est soignée et les titres s'enchainent sans temps mort, avec toujours autant de punch ! Le groupe nous sert une compilation de ses meilleurs titres, allant de leurs classiques tels que The Ripper, Victim of Changes, Breaking the Law, rejoints par des titres plus récents comme Turbo Lover, I'm a Rocker, Painkiller, et enfin des chansons tirées de leur dernier album, par exemple Judas Rising, Worth Fighting For, Revolution (en). On a droit aussi à quelques titres moins entendus en live (enfin... sur disque) : Hot Rocking, Exciter, Riding on the Wind...
L'un des piliers du heavy metal nous montre qu'il est encore dans le coup et c'est un régal de le voir sur scène (surtout pour ceux qui ont connu le groupe récemment ou du moins ceux qui n'ont pas eu l'occasion de le connaitre à l'époque où il était en tête des hits parades). Chaque membre donne le meilleur de lui-même : Rob Halford n'a rien perdu de sa sublime voix aiguë, Glenn Tipton et K. K. Downing sont toujours aussi précis, agressifs et font toujours autant rugir leurs guitares, Ian Hill (même s'il ne reste le plus souvent que sur le côté de la scène) assure lui aussi à la basse et Scott Travis jubile derrière son imposante batterie ! Ce qui fait de ce concert un titre que tout fan de metal peut avoir dans sa vidéothèque. On retrouvera ce même plaisir de jouer lors du concert (enregistré et filmé lui aussi en vue d'un DVD) au HMV Hammersmith Apollo de Londres en 2012, malgré le remplacement de K. K. Downing par Richie Faulkner.